# صليب الشرف للأم الألمانية
صليب الشرف للأم الألمانية (بالألمانية: Ehrenkreuz der Deutschen Mutter)‏ ( (بالألمانية: Ehrenkreuz der Deutschen Mutter)‏ ، ويشار إلى بالعامية باسم Mutterehrenkreuz أو ببساطة Mutterkreuz (صليب الأم)، وكان وسام الدولة التي تمنحها الحكومة للرايخ الألماني   ل تكريم الأم الألمانية.   امتدت الأهلية لاحقًا لتشمل أمهات فولكس دويتشه ( العرقية الألمانية ) من، على سبيل المثال، النمسا وسودتنلاند، والتي تم دمجها مسبقًا في الرايخ الألماني.
تم منح الزخرفة من عام 1939 حتى عام 1945  ثلاث فئات: البرونز والفضة والذهب،  